# Луций Корнелий Лентул Нигер
Луций Корнелий Лентул Нигер (на латински: Lucius Cornelius Lentulus Niger, † 56 пр.н.е.) е римски сенатор и политик.

## Биография
Той принадлежи към клон Лентули на фамилията Корнелии. Вероятно е син на Луций Корнелий Лентул, 82 пр.н.е. проконсул в провинция Азия.
Преди 69 пр.н.е. той е Flamen Martialis (Марс-жрец) и остава на тази служба до смъртта си. Най-късно 61 пр.н.е. Нигер става претор и през 58 пр.н.е. кандидатства безуспешно за консул. През 56 пр.н.е. Нигер е съдия в процеса против Публий Сесций. Същата година той умира.

## Фамилия
Нигер е женен за Публиция (* ок. 95, † сл. 56 пр.н.е.), дъщеря на Семпронии. Те имат двама сина:
- Луций Корнелий Лентул (* ок. 80, † сл. 46 пр.н.е.), вероятно баща на консула от 3 пр.н.е. Луций Корнелий Лентул
- Публий Корнелий Лентул